# Giardinaggio

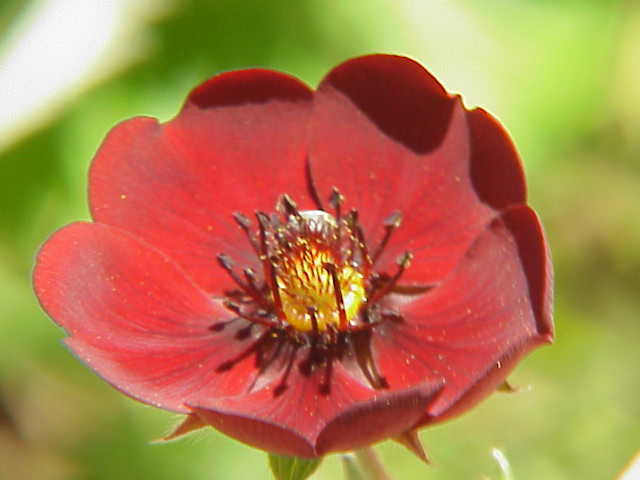
Fiore ornamentale

Il giardinaggio è la tecnica e l'arte della coltivazione di piante a scopo principalmente ornamentale e comprende le azioni relative alla creazione e alla manutenzione dei giardini. Può essere praticato per hobby, come attività professionale oppure come attività riabilitativa o socializzante all'interno di carceri o istituti, pratica che prende il nome di "Garden therapy".

## Clima e stagioni
Molte coltivazioni agricole, praticate su scala maggiormente estesa, possono – in certe zone favorite da un clima mite – diventare tipiche anche del giardinaggio ornamentale, specie in certe stagioni dell'anno e sotto talune latitudini: è il caso, ad esempio, dei limoni, prodotti principalmente in Sicilia per una diffusione di massa, ma coltivati anche sulle terrazze di molte città italiane, e degli ulivi, utilizzati a scopo decorativo. 

## Tecniche colturali
Praticato in serra, il giardinaggio tradizionale comporta una manutenzione pressoché assidua e regolare, con l'eliminazione dei fiori appassiti, dei parassiti e delle erbacce infestanti, nonché un regolare sfoltimento atto a favorire un armonioso e regolare sviluppo della pianta o del fiore.
Al contrario, nel giardino naturale, gli interventi di manutenzione sono ridotti al minimo indispensabile per assicurare l'accessibilità e la fruizione dell'area, e per mantenere in stato di relativo equilibrio alcuni tipi di vegetazione intrinsecamente instabili, come il prato e la siepe.
Nel giardinaggio la moltiplicazione delle piante può avvenire per talea, margotta, propaggine, innesto, divisione di tuberi, rizomi, stoloni e bulbi o con la semina.

## Progettazione dei giardini
La progettazione dei giardini, o garden design, è una pratica di confine tra giardinaggio, botanica, architettura e design. A livello professionale viene praticata da agronomi o architetti.

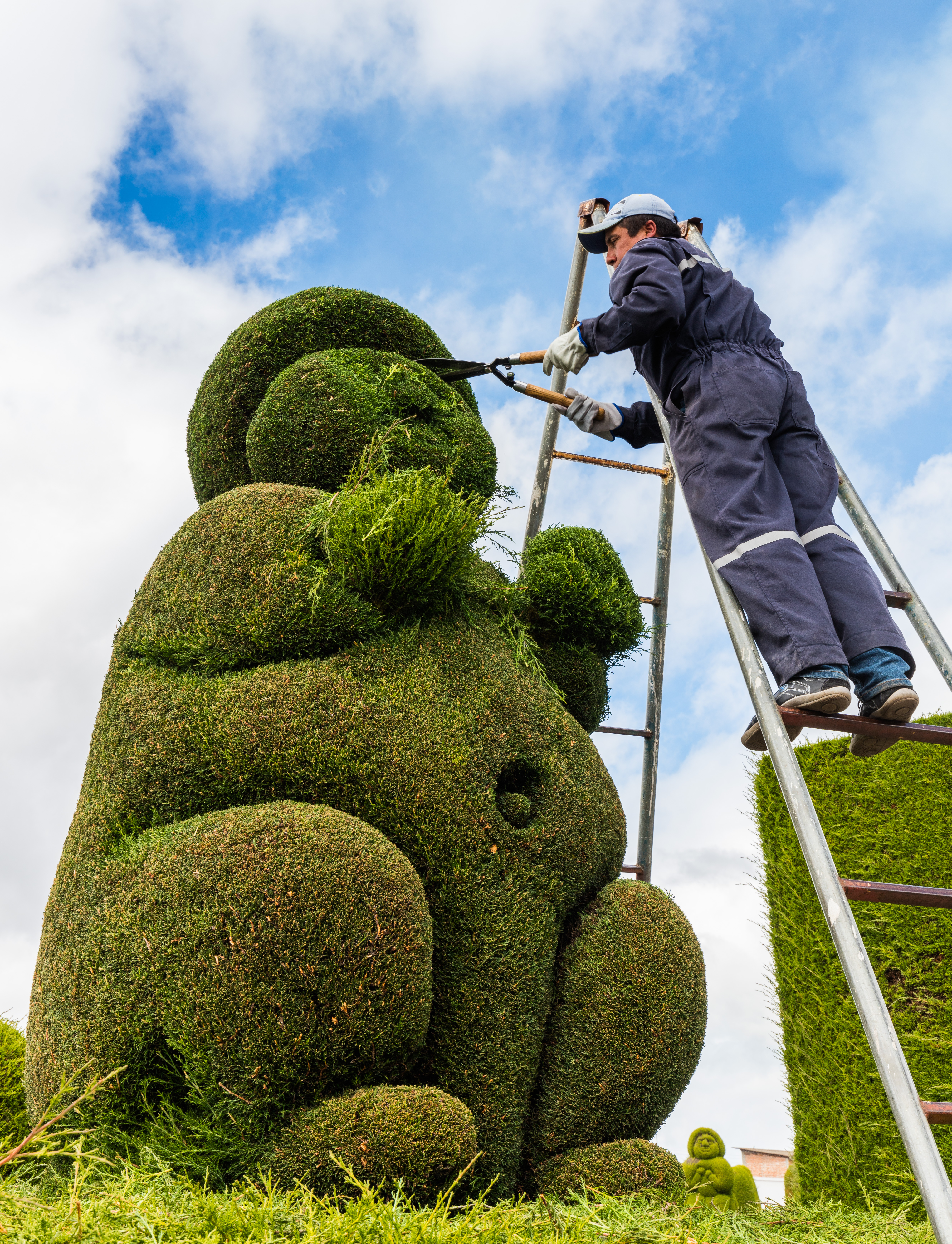
Un giardiniere che si occupa di arte topiaria a Tulcán, Ecuador
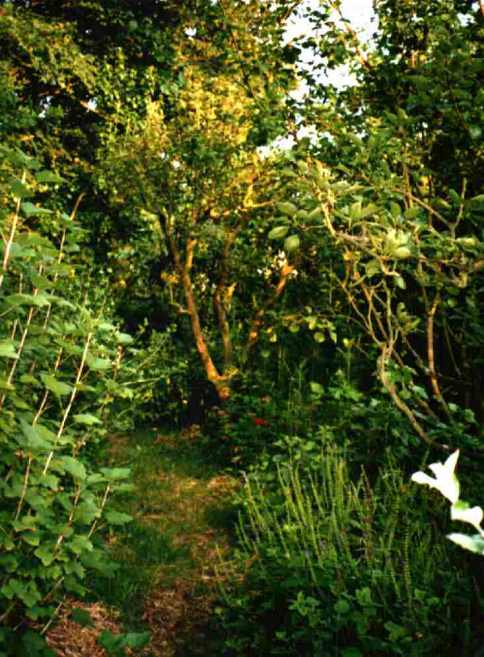
Il giardino della foresta di Robert Hart nello Shropshire, in Inghilterra
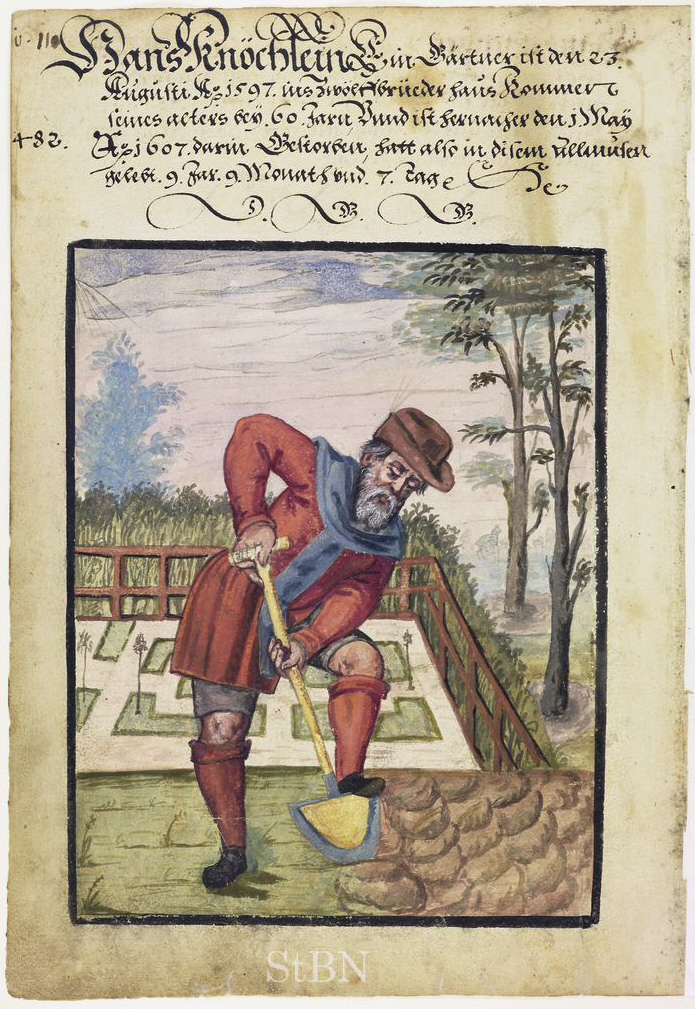
Un giardiniere al lavoro, 1607
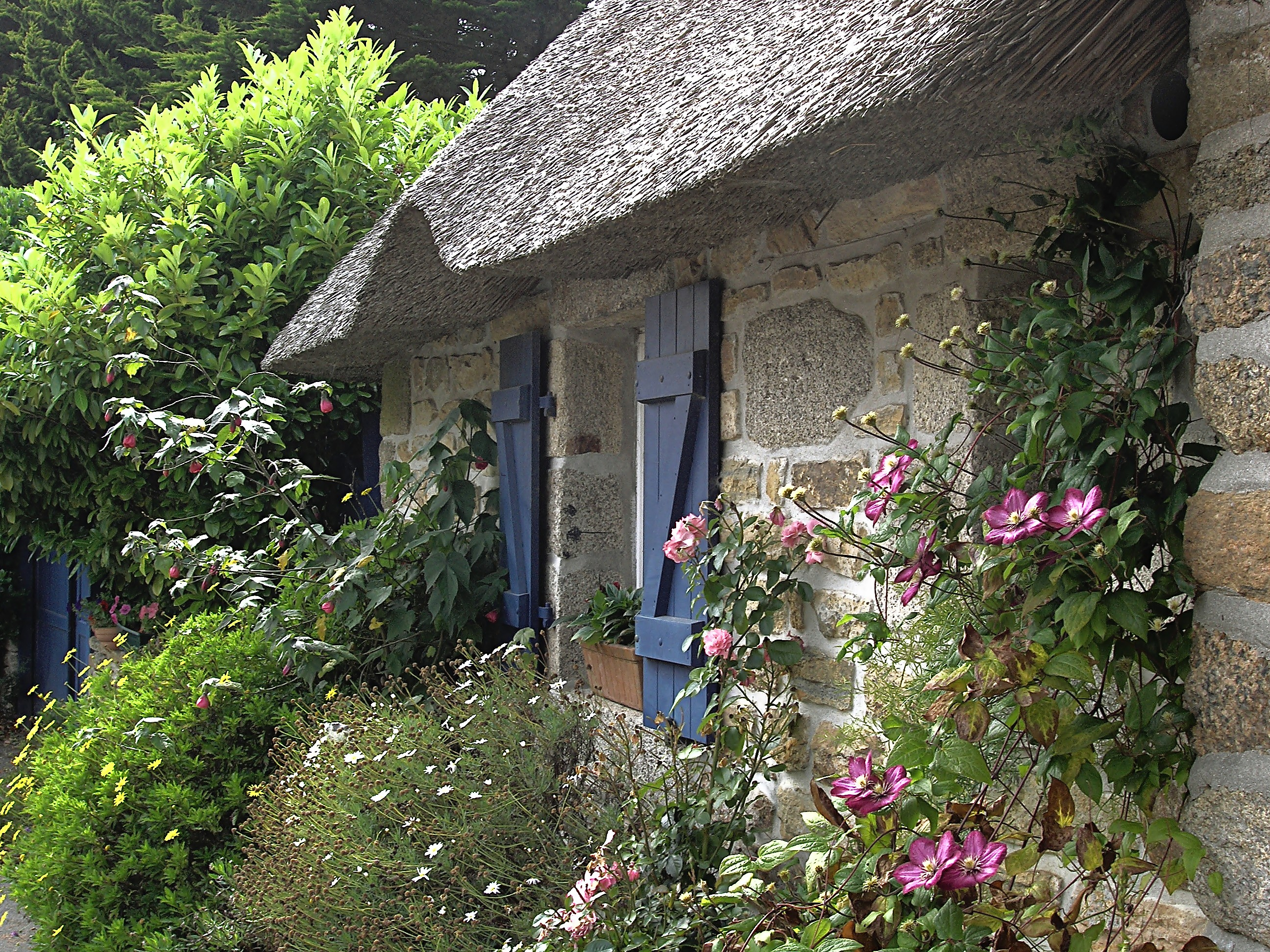
Un giardino cottage in Bretagna
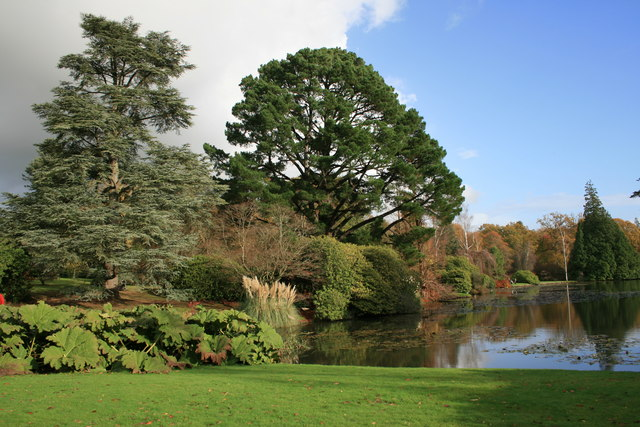
Sheffield Park Garden, un giardino paesaggistico originariamente disposto nel XVIII secolo da Capability Brown
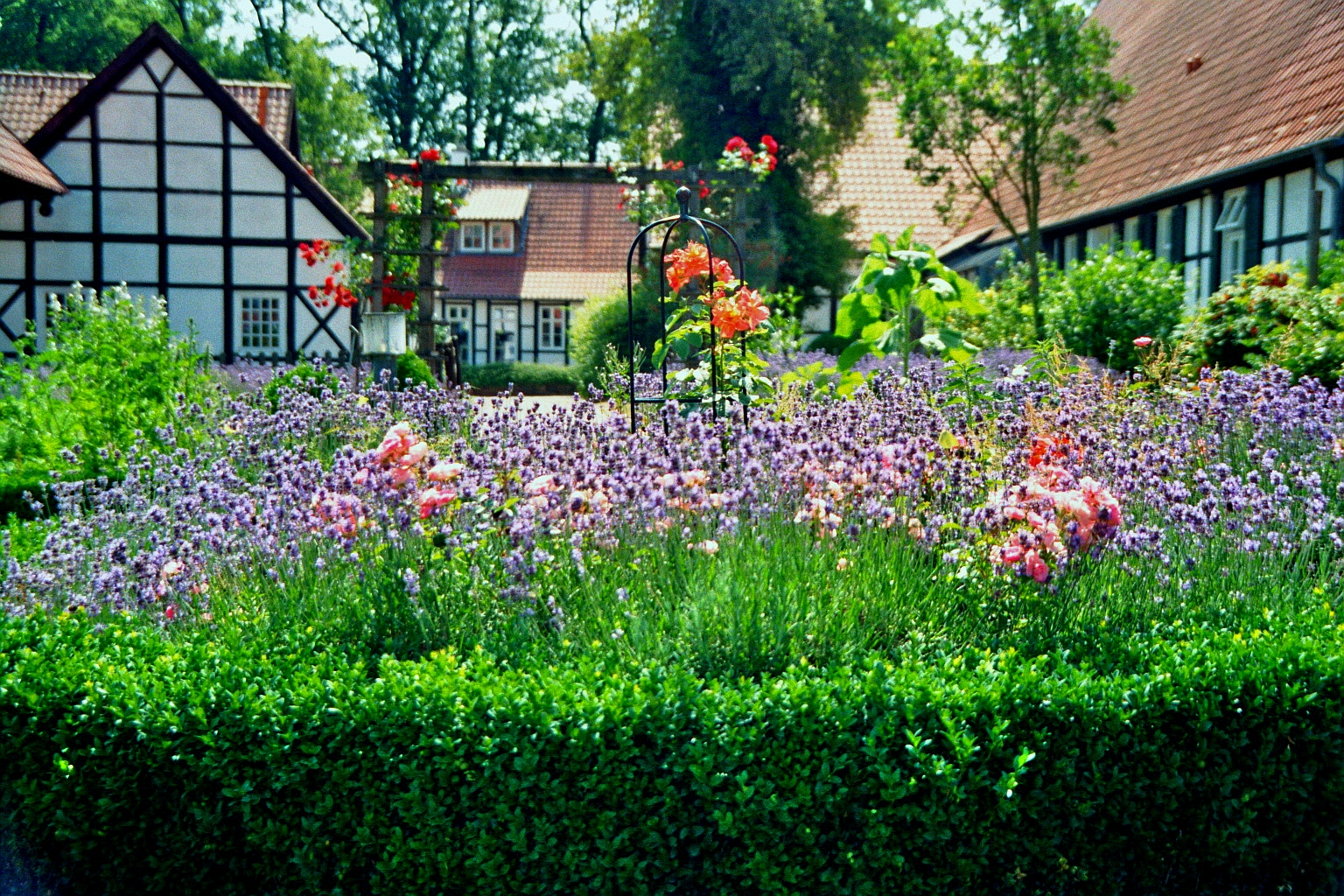
Giardino dello Schultenhof a Mettingen, Renania settentrionale-Vestfalia, Germania